# 木下若菜
木下 若菜（きのした わかな、1989年12月1日- ）は日本の元AV女優。

## 人物・来歴
東京都出身。2010年11月、h.m.pからAVデビューした。
くびれたウエストと美巨乳の持ち主である。

## 出演作品

### イメージビデオ
- 初裸 virgin nude（2010年10月1日、グラッツコーポレーション）

### アダルトビデオ
2010年
- BEAUTY HONEY 美爆乳＆魅惑的ボディで絶頂初体験 4時間デビュー!!（11月5日、h.m.p）[1]
- 木下若菜 パーフェクトボディ わがまますぎるプルップル美乳（12月3日、h.m.p）[1]

2011年
- いけない新任教師（1月1日、h.m.p）[1]
- 最高級ドM 初中出し×パーフェクトボディ調教（2月4日、h.m.p）[1]
- 女のカラダは凹凸スレンダーで選ぶ。（2月13日、E-BODY）
- あいつのヤリ部屋公開します! 1（2月23日、プレステージ）
- 恥ずかしいカラダ HYPERBODY（2月26日、HMJM）
- 巨乳戦隊チチレンジャーVS魔乳クイーンハマリオの逆襲（3月5日、ROCKET）共演:仁科百華、春咲あずみ、浜崎りお
- 3Dバーチャル彼女（3月15日、ネクストグループ）
- こんでんすみるきぃ 体育編（3月19日、みるきぃぷりん♪）
- 中出しされるモデル級素人の週末アルバイト 04（3月25日、青空ソフト）
- 麗しのキャンペーンガールAGAIN 4（3月26日、HMJM）共演:小嶋ジュンナ
- 同級生の接吻お姉さんに犯されたい（4月25日、美）
- ギャル大生 若菜 Fカップ女子大生が巨乳を揺らして誘惑FUCK!（5月13日、隼エージェンシー）
- ボクの家庭教師は美乳Gカップ（5月13日、マルクス兄弟）
- 素人参加企画!憧れの木下若菜ちゃんに童貞卒業させてもらいませんか?（5月15日、ワンズファクトリー）
- 現役女子大生、木下若菜ちゃんと眞木あずさちゃんの通学中に突然訪問!赤面羞恥‘童貞筆おろし’ミッション!!（6月4日、SODクリエイト）共演:眞木あずさ
- 顧客満足度No.1!という引越し屋に頼んだら、ノーブラ＆Tバックの巨乳スタッフがやって来て、女性ならではの細やかなサービスでギンギンのチ○ポも大満足!!（6月4日、サディスティックヴィレッジ）共演:七瀬みらい、朝井江里、一ノ瀬リカ
- 人妻不倫温泉 06（6月10日、プレステージ）
- 禁断介護（6月16日、グローリークエスト）
- THE PERFECT GAL-極上GLAMOR BODY-（6月19日、kira☆kira）
- すぐに破れるコンドーム×木下若菜（6月24日、EROTICA）
- イカセッぱっ! 犠牲者（7月1日、GLAY'z）
- 100％ 木下若菜 BEST 4時間（7月1日、ビデオバンク）[1]
- 責め続け中出し漬け（7月5日、ワープエンタテインメント）
- 木下若菜 お貸しします。（7月8日、クリスタル映像）
- 恋夜【ren-ya】Premium 第九夜（7月21日、プレステージ）
- 美尻タイトスカート 透けた魅惑のパンティライン（8月1日、Fitch）
- 占いにハマった妻（8月4日、タカラ映像）
- マジックミラー便 リアル逆ナンパ!まだAV慣れしていないフレッシュ新人女優にHな指令むちゃブリます!（8月6日、ディープス）共演:さとう遥希、羽月希
- ギャルのエロ過ぎるナマ乳を揉んだりパイズリしたり、さらにはセックスできる店!? Ecup以上巨乳ギャル限定ビアガーデン!! OPEN!!（8月6日、GARCON）共演:小沢優名、遥美結、片桐めい
- 2011真夏のSOD女子社員 ポロリだらけのビチョ濡れ超過激水泳大会＆本邦初公開!!水泳大会終了後のハレンチ全裸大宴会（8月6日、SODクリエイト）他25名出演
- 完全ホールド！究極のパイズリ 爆乳9人出演!!（8月13日、マルクス兄弟）他出演:木咲美琴、小倉まりも、百花エミリ、北川瞳、仁科百華、橘なお、風間ゆみ、来栖ひなた ※撮下ろし
- 素人モデルエロ注意・屋外露出エグいデート（8月18日、グローリークエスト）
- OPPAI女教師スペシャル 優しく中出し授業3時間30分（8月19日、OPPAI）共演:仁科百華、真木今日子
- 本能剥き出し生中出しセックス（8月25日、ダスッ!）
- 木下若菜の家庭教師でしようよ（8月26日、クリスタル映像）
- 汗ばむカラダ、濃厚オヤジ性交（9月1日、MOODYZ）
- 木下若菜がナースに化けて都内の某総合病院に潜入!溜まりまくった入院患者を喰いまくり!（9月8日、ATOM）
- 病院レズビアン（9月19日、アンナと花子）共演:夏希蘭
- 電流アクメ 9 ～勃起クリトリス電極責め～（9月22日、ROCKET）
- 木下若菜・北川瞳・前田優希・哀川りん×逆ナンパ@マジックミラー号（9月22日、）共演:北川瞳、前田優希、哀川りん
- 旦那の知らぬ間に…（9月25日、美）
- 聖職者に調教された教育実習生-婚約者の前で犯されて- （10月1日、プレステージ）
- 完全主観 いやらしいカラダのお姉さん（10月6日、GARCON）
- ボインな彼女にめちゃモテ同棲生活（10月14日、KUKI）[2]
- 完璧なカラダ-DOUBLE GALS巨乳温泉宿-（10月19日、kira☆kira）共演:松すみれ
- 義母相姦 グラマラスボディの母親がやって来た（10月19日、VENUS）
- となりの巨乳お母さんが僕の家にやって来る!（10月20日、グローリークエスト）
- 不倫溺愛録 Venus.005（10月28日、ワンダフル）
- ギャルの妄想美脚狂い（11月3日、グローリークエスト）共演:霜月るな
- 最高級ソープ 極上三輪車special 超爆乳ソープ嬢 アレキサンダープレイ専門店（11月4日、GLAY'z）共演:仁科百華、前田優希
- 時間よ止まれ! レズSP 2（11月5日、V&Rプロダクツ）
- 超淫らな絶品BODY（11月7日、プレミアム）
- 木下若菜 BEST（11月17日、グローリークエスト）
- ドスケベ家政婦の卑猥なお仕事(11月19日、VENUS）
- 爆乳家庭教師 Premium Lesson（11月25日、ビッグモーカル）共演:前田優希、吉田エミ
- ぶっかけ中出し輪姦100連発（11月25日、ダスッ!）
- 制服巨乳ギャル肉壷扱い わかな（11月25日、ラマ）
- ボイン大好きしょう太くんのHなイタズラ（12月1日、グローリークエスト）
- 僕のママはギャル!! 3 親父の再婚相手はパーフェクトボディーの極上ギャルだった!!（12月8日、GARCON）
- 美巨乳ボディで男を寝取る新任女教師（12月8日、アイエナジー）
- 童貞限定 5姉妹筆おろしソープ（12月8日、V&Rプロダクツ）共演:大槻ひびき、水嶋あずみ、ゆうきさやか、永瀬マリン
- いけない女たち 2（12月9日、LEO）他出演:ゆずき舞、桃咲まなみ
- S級インストラクター巨乳中出し わかな（12月23日、サムシング）
- 最高にヌケるギャルビデオ ～その基本と原則～（12月23日、バルタン）
- ネオパンストフェティッシュVer.27 彼氏にエロポーズを見せつける若菜ちゃんは、ノーブラノーパンパンスト女子大生（12月25日、AVS）

2012年
- 突撃美人巨乳 レポーター（1月5日、グローリークエスト）
- 巨乳人妻温泉 イヤシの宿5（1月13日、LEO）共演:篠田ゆう、水瀬優
- 逆痴漢W痴女（1月25日、美）共演:森ななこ
- Gyu！ 真正中出しラブリーデート（1月31日、モブスターズ）
- 義理の姉が、なんと超ギャルでギャルの友達と僕を性的にいじめるんです。 Vol.3（2月9日、CARCON）共演:鈴木なつ、宮瀬リコ
- 人妻恥悦旅行 お受験ママ肉体調教報告書（2月16日、グローリークエスト）
- kira☆kira BLACK GAL 黒ギャル青姦-完璧ボディ馬乗りロデオFUCK-（2月19日、kira☆kira）
- OPPAI仲居スペシャル 断れない接客中出し3時間（2月19日、OPPAI）共演:橘なお、成瀬心美、北川瞳
- ブレイク女優のBEST SEX（2月20日、STAR PARDISE）共演:絵色千佳
- AV女優を全裸で素人宅にお届け!（2月24日、ケイ・エム・プロデュース）共演:浅乃ハルミ、北川エリカ
- 特命痴女OL性処理はお任せ!（3月1日、グローリークエスト）
- 巨乳限定!ルームシェアレズ（3月1日、ワンズファクトリー）共演:仁科百華
- Shake Body Ver.25（3月13日、AVS）
- 美乳・美脚ギャル校生制服少女狩り File.10わかな（3月13日、HERO）
- MOODYZファン感謝祭 バコバコバスツアー2012 小悪魔痴女たちの誘惑大乱交SP（3月13日、MOODYZ）他多数出演
- kira☆kira SPECIAL-巨乳スノボGAL☆ゲレンデで逆ナンパ中出し乱交-（3月19日、kira☆kira）共演:哀川りん、星野あかり
- 温泉旅館でこっそり寝取りエッチ（3月22日、SODクリエイト）共演:浜崎りお、水城奈緒、まりか、有沢りさ
- 連れ込み巨乳温泉宿（3月25日、美）共演:桐谷ユリア、星野あかり
- 人妻は二度犯される 第3章（3月25日、マドンナ）
- イカセ4時間 木下若菜（4月13日、ケイ・エム・プロデュース）
- 木下若菜 4時間（4月20日、GLAY'z）
- 濡れた髪を初めて見せてくれた君 #09（4月27日、ワンダフル）
- くびれボインの中出し乱交（5月1日、ズッコン/バッコン）共演:愛原さえ、すずきりりか、成美雪菜
- 快楽悩殺的痴女遊戯 第十二章（5月13日、AVS）
- せんぱいっ！！～フタリの関係が変わる瞬間～（5月13日、HERO）
- kira☆kira BLACK GAL SPECIAL 黒ギャル巨乳☆青姦露出 VACANCES中出し乱交（5月19日、kira☆kira）共演:浜崎りお、北川瞳
- 「女の口は嘘をつく。」 雌女ANTHOLOGY #106（6月8日、アウダースジャパン）
- 吸精便所 即尺バキュームガール トイレのフェラ女神様現る!!（6月8日、レアル・ワークス）
- とってもHなメニューが盛りだくさんのハミ乳巨乳レストラン 2 ～お客様サービス編～（6月22日、ケイ・エム・プロデュース）共演:波多野結衣 Erina
- ザ・服従映像 実録『中だし新入社員』 木下若菜（6月25日、サイドビー）
- kira☆kira BLACK GAL BEACH 2012 日焼け黒ギャル！奇跡の極上BODY☆FUCK ON THE BEACH 木下若菜（7月19日、kira☆kira）
- 若妻陵辱マンション-鬼畜管理人の凶行-（8月1日、プレステージ）共演:須藤早紀 元山はるか
- 普段は真面目な家庭教師のメガネ先生だけど試験前の精子が溜まっている僕に、ワレメを隠せないほどのパンティーを発情した匂いを嗅がせるかのような距離で見せてくる。（8月9日、GARCON）共演:永瀬マリン 水嶋あずみ
- 同じマンションに住む綺麗な女の子を、つい気になって目を離さずにいると相手に気づかれて…（8月10日、プレステージ）共演須藤早紀 元山はるか
- 青姦露出-PERFECT STYLE 浴衣痴女- 木下若菜（8月25日、美）
- 日本一のチ○ポを探して三千里 〜超人気巨乳チ○ポ狩人AV女優 全国一斉調査SP〜（9月6日、SODクリエイト）共演:和希さやか、北川瞳、他2名
- 南青山高級アロマ性感オイルマッサージ（9月11日、プレステージ）共演:由良真央、小倉もも、一ノ瀬ルカ
- 日焼け金麦ボインと性交（9月21日、ワープエンタテインメント）
- 競泳水着狩り（10月26日、TMA）共演:あすか光希
- 巨乳すぎるおっぱいに誘惑される夢の部活動（11月23日、ケイ・エム・プロデュース）共演:さとう遥希、北川瞳、椎名ひかる